# 강동중학교 (서울)
강동중학교(江東中學校)는 대한민국 서울특별시 강동구 강일동에 있는 공립 중학교이다.

## 학교 연혁
- 2010년 1월 7일 : 강동중학교 설립인가(25학급)
- 2010년 3월 3일 : 제1회 입학식(207명)
- 2010년 5월 14일 : 개교식
- 2022년 9월 1일 : 제5대 박상임 교장 취임
- 2023년 2월 10일 : 제11회 졸업식(287명)
- 2023년 3월 2일 : 제14회 입학식(199명)

## 참고 자료
- 강동중학교 - 한국교육학술정보원 학교알리미